# Puerto Rico (spil)
Puerto Rico er et brætspil for 3-5 spillere (der findes også en uofficiel variant for to spillere). Spillet går ud på at blive den mest succesfulde plantageejer på Puerto Rico i kolonitiden. Det er designet af Andreas Seyfarth og blev udgivet første gang i 2002 på tysk af Alea og på engelsk af Rio Grande Games.
Spillet bød, da det kom frem, på en væsentlig nyskabelse inden for brætspil: De forskellige faser i spillet (byggefase, beplantning af jordstykker, høst, afskibning af varer osv.) ligger ikke fast, men er fordelt på roller, som repræsenteres af kort. Derudover er der et specielt kort (guvernøren), som går på omgang. Det er guvernøren, som først vælger sin rolle, derefter spilleren til venstre for guvernøren osv. Man går også venstre om, når man gennemfører de forskellige faser.
Hver spiller har en spilleplade med 12 jordstykker, hvor man kan plante forskellige afgrøder eller etablere et stenbrud. De forskellige afgrøder kan bruges både til at sælge lokalt og til at sætte på skib til Europa. Lokalt får man penge, på eksportmarkedet får man sejrspoint. På spillebrættet er der også plads til at bygge fabrikker, lager- og andre bygninger, som ud over at give forskellige fordele også giver sejrspoint, når spillet er slut.
| Spil | Spire Denne artikel om spil eller lege er en spire som bør udbygges. Du er velkommen til at hjælpe Wikipedia ved at udvide den. |